# KHL Junior Draft 2011
Der KHL Junior Draft 2011 war der dritte Entry Draft der Kontinentalen Hockey-Liga und fand am 28. Mai 2011 in Mytischtschi statt. An der Veranstaltung nach US-amerikanischem Vorbild nahmen alle KHL-Teams teil. Es durften Spieler aus der ganzen Welt zwischen 17 und 21 Jahren ausgewählt werden.
An erster Position wählte Metallurg Nowokusnezk den Russen Anton Slepyschew von Disel Pensa. Insgesamt nahmen 371 Spieler am Draft teil.

## Ergebnisse

### Runde 1
| #  | Spieler               | Pos | Nationalität | KHL-Team                  | College/Junior/Club-Team                |
| -- | --------------------- | --- | ------------ | ------------------------- | --------------------------------------- |
| 1  | Anton Slepyschew      | LW  | Russland     | Metallurg Nowokusnezk     | Disel Pensa (RUS-2)                     |
| 2  | Igor Ischajew         | F   | Russland     | Amur Chabarowsk           | Amurskije Tigry Chabarowsk (MHL)        |
| 3  | Alexander Timirjow    | RW  | Russland     | HK ZSKA Moskau            | Gasowik Tjumen (RUS-2)                  |
| 4  | Jegor Malenkich       | D   | Russland     | SKA Sankt Petersburg      | Gasowik Tjumen (RUS-2)                  |
| 5  | Jonathan Huberdeau    | C   | Kanada       | Witjas Tschechow          | Saint John Sea Dogs (QMJHL)             |
| 6  | Wjatscheslaw Osnowin  | C   | Russland     | HK Traktor Tscheljabinsk  | HK Traktor Tscheljabinsk 94             |
| 7  | Andrei Wassilewski    | G   | Russland     | Salawat Julajew Ufa       | Tolpar Ufa (MHL)                        |
| 8  | Michail Grigorenko    | C   | Russland     | HK ZSKA Moskau            | Krasnaja Armija Moskau (MHL)            |
| 9  | Arseni Chazei         | C   | Russland     | Atlant Mytischtschi       | HK Spartak Moskau 94                    |
| 10 | Anders Nilsson        | G   | Schweden     | HK Dinamo Minsk           | Luleå HF (SEL)                          |
| 11 | Wladislaw Namestnikow | C   | Russland     | Torpedo Nischni Nowgorod  | London Knights (OHL)                    |
| 12 | Iwan Nalimow          | G   | Russland     | SKA Sankt Petersburg      | Metallurg Nowokusnezk 94                |
| 13 | Anatoli Rjabow        | C   | Russland     | Torpedo Nischni Nowgorod  | Gasowik Tjumen (RUS-2)                  |
| 14 | Joel Armia            | RW  | Finnland     | Sewerstal Tscherepowez    | Ässät Pori (FIN)                        |
| 15 | Waleri Knjasew        | F   | Russland     | HK Sibir Nowosibirsk      | HC Berounští Medvědi (CZE-2)            |
| 16 | Gabriel Landeskog     | LW  | Schweden     | Salawat Julajew Ufa       | Kitchener Rangers (OHL)                 |
| 17 | Pawel Makarenko       | D   | Russland     | SKA Sankt Petersburg      | HK Spartak Moskau 94                    |
| 18 | Artur Haurus          | F   | Belarus      | Atlant Mytischtschi       | HK Njoman Hrodna (BLR)                  |
| 19 | Danijar Kairow        | D   | Kasachstan   | SKA Sankt Petersburg      | Kaszink-Torpedo Ust-Kamenogorsk (RUS-2) |
| 20 | Oscar Klefbom         | D   | Schweden     | Salawat Julajew Ufa       | Färjestad BK (SEL)                      |
| 21 | Igor Ustinski         | G   | Russland     | HK Metallurg Magnitogorsk | Gasowik Tjumen (RUS-2)                  |
| 22 | Jerry Kaukinen        | G   | Finnland     | Ak Bars Kasan             | Lukko Rauma (FIN)                       |
| 23 | Teuvo Teräväinen      | F   | Finnland     | Lokomotive Jaroslawl      | Jokerit Helsinki (FIN)                  |
| 24 | Markus Granlund       | C   | Finnland     | Salawat Julajew Ufa       | HIFK Helsinki (FIN)                     |

### Runde 2
| #  | Spieler             | Pos | Nationalität       | KHL-Team                 | College/Junior/Club-Team       |
| -- | ------------------- | --- | ------------------ | ------------------------ | ------------------------------ |
| 25 | Alex Galchenyuk     | F   | Vereinigte Staaten | Atlant Mytischtschi      | Sarnia Sting (OHL)             |
| 26 | Marek Tvrdoň        | LW  | Slowakei           | HC Lev Poprad            | Vancouver Giants (WHL)         |
| 28 | Zemgus Girgensons   | C   | Lettland           | HK ZSKA Moskau           | Dubuque Fighting Saints (USHL) |
| 29 | Ilja Ljubuschkin    | D   | Russland           | Metallurg Nowokusnezk    | Rus Moskwa                     |
| 33 | Adam Almqvist       | D   | Schweden           | HK ZSKA Moskau           | HV71 (Elitserien)              |
| 36 | Miikka Salomäki     | F   | Finnland           | HK Dinamo Minsk          | Kärpät Oulu (SM-liiga)         |
| 37 | Tomáš Mikúš         | F   | Slowakei           | HK Spartak Moskau        | HK 36 Skalica (Extraliga (Sk)) |
| 41 | Filip Forsberg      | RF  | Schweden           | HK Sibir Nowosibirsk     | Leksands IF (Elitserien)       |
| 42 | Joachim Nermark     | C   | Schweden           | Salawat Julajew Ufa      | Linköpings HC (Elitserien)     |
| 43 | Calle Järnkrok      | C   | Schweden           | Sewerstal Tscherepowez   | Brynäs IF (Elitserien)         |
| 46 | Wassili Demtschenko | G   | Russland           | HK Traktor Tscheljabinsk | Belyje Medwedi                 |

### Runde 3
| #  | Spieler            | Pos | Nationalität | KHL-Team                   | College/Junior/Club-Team         |
| -- | ------------------ | --- | ------------ | -------------------------- | -------------------------------- |
| 51 | Christopher Gibson | G   | Finnland     | Ak Bars Kasan              | Saguenéens de Chicoutimi (QMJHL) |
| 53 | Jonathan Johansson | D   | Schweden     | Salawat Julajew Ufa        | Brampton Battalion               |
| 54 | Adam Pettersson    | D   | Schweden     | HK Awangard Omsk           | Skellefteå AIK (Elitserien)      |
| 60 | Matt Dumba         | D   | Kanada       | Witjas Tschechow           | Red Deer Rebels                  |
| 61 | Nikita Trjamkin    | D   | Russland     | Awtomobilist Jekaterinburg | Awto Jekaterinburg               |
| 65 | Petter Granberg    | D   | Schweden     | HK Dinamo Minsk            | Skellefteå AIK (Elitserien)      |
| 68 | Alexander Ruuttu   | D   | Finnland     | Dinamo Riga                | Jokerit (SM-liiga)               |
| 74 | Jonas Brodin       | D   | Schweden     | SKA Sankt Petersburg       | Färjestad BK (Elitserien)        |

### Runde 4
| #   | Spieler                   | Pos | Nationalität | KHL-Team             | College/Junior/Club-Team    |
| --- | ------------------------- | --- | ------------ | -------------------- | --------------------------- |
| 79  | Samuel Guerra             | D   | Schweiz      | Lokomotive Jaroslawl | HC Davos                    |
| 80  | Rasmus Bengtsson          | D   | Schweden     | Salawat Julajew Ufa  | Rögle BK (Elitserien)       |
| 85  | Olli Määttä               | D   | Finnland     | SKA Sankt Petersburg | D Team (Mestis)             |
| 86  | Elias Lindholm            | C   | Schweden     | SKA Sankt Petersburg | Brynäs IF (Elitserien)      |
| 91  | Joel Mustonen             | C   | Finnland     | HK Dinamo Minsk      | Skellefteå AIK (Elitserien) |
| 96  | Mattias Bäckman           | D   | Schweden     | HK Awangard Omsk     | Linköping HC (Elitserien)   |
| 107 | Pylyp Panhelow-Juldaschew | D   | Ukraine      | Salawat Julajew Ufa  | Tolpar Ufa (MHL)            |

### Runde 5
| #   | Spieler            | Pos | Nationalität       | KHL-Team             | College/Junior/Club-Team                            |
| --- | ------------------ | --- | ------------------ | -------------------- | --------------------------------------------------- |
| 109 | Jakub Jeřábek      | D   | Tschechien         | HC Lev Poprad        | HC Plzeň 1929 (Extraliga)                           |
| 111 | Ryan Strome        | C   | Kanada             | Amur Chabarowsk      | Niagara IceDogs (OHL)                               |
| 112 | Mark McNeill       | C   | Kanada             | Witjas Tschechow     | Prince Albert Raiders (WHL)                         |
| 118 | Sondre Olden       | F   | Norwegen           | HK Dinamo Minsk      | MODO Hockey (Elitserien)                            |
| 124 | Sebastian Collberg | RW  | Schweden           | HK Awangard Omsk     | Frölunda HC (Elitserien)                            |
| 132 | Robbie Russo       | D   | Vereinigte Staaten | Lokomotive Jaroslawl | USA Hockey National Team Development Program (USHL) |
| 134 | Jyrki Jokipakka    | D   | Finnland           | HK Awangard Omsk     | Tampereen Ilves (SM-Liiga)                          |

### Runde 6
| #   | Spieler        | Pos | Nationalität | KHL-Team            | College/Junior/Club-Team         |
| --- | -------------- | --- | ------------ | ------------------- | -------------------------------- |
| 133 | Sean Couturier | C   | Kanada       | Salawat Julajew Ufa | Drummondville Voltigeurs (QMJHL) |